# The Lost Children (Album)
The Lost Children ist ein Kompilationsalbum der US-amerikanischen Metal-Band Disturbed. Das Album erschien am 8. November 2011 über Reprise Records.

## Entstehung
Im Juli 2011 kündigte die Band an, aus persönlichen Gründen eine unbefristete Auszeit zu nehmen. Einen Monat später kündigte Sänger David Draiman über Twitter die Veröffentlichung einer Kompilation an, die neben B-Seiten auch Bonustracks diverser Studioalben sowie zwei Coverversionen enthält. Das Lied Mine war zum Zeitpunkt der Veröffentlichung von The Lost Children als einziges Lied gänzlich unveröffentlicht. Dagegen sollte das Lied 3 nicht auf dem Album erscheinen. Die Band hatte das Lied zuvor auf ihrer Website veröffentlicht, um Spenden für die West Memphis Three zu sammeln. Nachdem die drei Männer freigesprochen wurden, entschloss sich die Band, das Lied doch auf dem Album zu verwenden.
Der Albumtitel kam von der Band, da die Musiker ihre Lieder als „ihre Kinder“ bezeichnen und es ihnen schwerfällt, ihre Favoriten herauszupicken. Das Mastering übernahm Ted Jensen. Das Albumcover wurde von Raymond Swanland illustriert.

## Titelliste
| 1. Hell – 4:15 2. A Welcome Burden – 3:31 3. This Moment – 3:05 4. Old Friend – 3:34 5. Monster – 4:04 6. Run – 3:13 | 1. Leave It Alone – 4:07 2. Two Worlds – 3:33 3. God of the Mind – 3:05 4. Sickened – 4:00 5. Mine – 5:04 6. Parasite – 3:25 | 1. Dehumanized – 3:32 2. 3 – 4:02 3. Midlife Crisis – 4:04 4. Living After Midnight – 4:25 |

## Rezeption

### Rezensionen
Rezensent Reini vom Onlinemagazin Stormbringer würde das Album „ganz und gar nicht nach Ausschussware klingen“. Wo „andere Bands doch deutliche Qualitätsabstriche bei Bonusmaterialen machen müssen“, beweisen Disturbed, dass sie „auch mit Songs zu überzeugen wissen, die - aus welchen Gründen auch immer – nicht auf ihren regulären Alben zu hören waren“. Laut Sascha Dörr vom Onlinemagazin Metalnews bieten die Songs „einfach keinerlei Mehrwert zu dem Material der letzten fünf Studioalben“ und bewertete das Album mit 4,5 von sieben Punkten. Für Matthias Weckmann vom deutschen Magazin Metal Hammer ragt das bislang unveröffentlichte Lied Mine heraus, der Rest würde „die Diskografie der Band eher quantitativ als qualitativ vervollständigen“. Die beiden Coverversionen wären der „Schwachpunkt“ des Albums, dass „nur bekennende Komplettierer im Regal haben müssen“. Weckmann vergab vier von sieben Punkten.

### Chartplatzierungen
| ChartsChartplatzierungen       | Höchstplatzierung | Wochen |
| ------------------------------ | ----------------- | ------ |
| Deutschland (GfK)              | 29 (2 Wo.)        | 2      |
| Österreich (Ö3)                | 35 (2 Wo.)        | 2      |
| Schweiz (IFPI)                 | 59 (1 Wo.)        | 1      |
| Vereinigtes Königreich (OCC)   | 85 (1 Wo.)        | 1      |
| Vereinigte Staaten (Billboard) | 13 (13 Wo.)       | 13     |

Das Album verkaufte sich in der ersten Woche nach der Veröffentlichung rund 43.000 Mal in den Vereinigten Staaten.